# Pluto Nash
The Adventures of Pluto Nash (bra/prt: Pluto Nash) é um filme australo-estadunidense de 2002, dos gêneros comédia de ação e ficção científica, dirigido por Ron Underwood e estrelado por Eddie Murphy como o protagonista-título ao lado de Randy Quaid, Rosario Dawson, Joe Pantoliano, Jay Mohr, Luis Guzmán, James Rebhorn, Peter Boyle, Pam Grier, e John Cleese.
O filme é considerado um dos piores fracassos de bilheteria, arrecadando apenas cerca de US$ 7,1 milhões em relação ao seu orçamento de US$ 100 milhões. Em 2009, a revista Hollywood Reporter listou The Adventures of Pluto Nash no topo dos dez maiores fiascos da década. No Brasil, o filme foi lançado diretamente em vídeo.

## Elenco
- Eddie Murphy como Pluto Nash, contrabandista aposentado e ex-condenado, que lida com animais, roupas e drogas.
  - Murphy também interpreta o vilão Rex Crater, o clone de Pluto Nash criado por Marucci.
- Randy Quaid como Bruno, um velho andróide modelo 63 Deluxe inferior e amigo de infância de Pluto, também seu parceiro de contrabando.
- Rosario Dawson como Dina Lake, uma aspirante a cantora de Salt Lake City encalhada na lua, que pede a Pluto ajuda para encontrar um emprego para ganhar dinheiro com um ingresso de volta à Terra.
- Jay Mohr como Anthony Frankowski/Tony Francis, um ex-cantor polonês que possuía um clube de polca.
- Peter Boyle como Rowland, um detetive de polícia aposentado com conexões com o FBI e um velho amigo de Pluto e da mãe de Pluto.
- Luis Guzmán como Felix Laranga, um contrabandista de Porto Rico, lida com animais e contrabandea fichas e dados de cassinos.
- Joe Pantoliano como Mogan, um dos capangas de Rex Crater.
- James Rebhorn como Belcher, assistente de Rex Crater.
- Pam Grier como Flura Nash, mãe de Pluto Nash.
- John Cleese como James, o motorista holográfico da limusine que Pluto seqüestra.
- Burt Young como Gino, um mafioso que atacou Tony Francis no começo do filme.
- Lillo Brancato como Larry, um mafioso que atacou Tony Francis no começo do filme.
- Victor Varnado como Kelp, um dos capangas de Rex Crater.
- Miguel A. Núñez, Jr. como Miguel.
- Illeana Douglas como Dra. Mona Zimmer, operadora de uma estação de cirurgia plástica.
- Cornelia Sharpe como uma fã de Tony Francis.
- Alec Baldwin como Michael Zoroaster Marucci (não creditado) o mafioso que criou Rex Crater para ser seu rosto público.[9]

## Produção
A ideia do filme teve origem em meados da década de 1980. O roteiro passou por várias revisões e produção finalmente começou em abril de 2000, e foi concluída em setembro de 2000. Após a conclusão das filmagens, ele sentou-se na prateleira por dois anos, sendo finalmente lançado em agosto de 2002.
O ator Eddie Murphy recebeu um salário de US$ 20 milhões para atuar em Pluto Nash.
Em um ponto, Jennifer Lopez e Halle Berry estiveram cotadas para o papel de Dina neste filme, mas, finalmente, Rosario Dawson foi escalada.

## Recepção

### Resposta crítica
O filme foi recebido negativamente pelos críticos. Rotten Tomatoes classificou o filme em 79º lugar na lista das 100 piores décadas dos anos 2000, com uma classificação de 4% com base em 90 críticas. O consenso crítico declara: "The Adventures of Pluto Nash não são aventureiras nem engraçadas, e Eddie Murphy está no piloto automático nesta notória bomba de bilheteria". No Metacritic, ele detém 12 em 100 com base em 12 avaliações, significando "aversão esmagadora". A maioria dos críticos criticaram o filme por sua atuação, o diálogo, a falta de humor e efeitos especiais bruto. Por exemplo, Pedro Butcher da Folha escreveu, "Este filme com Eddie Murphy sequer chegou aos cinemas. Compreensível. Trata-se de uma salada que mistura gangsterismo, ação, musical e romance, mas com a ação situada em 2078, numa colônia na Lua chamada Little America. Na verdade, o futurismo, meio inexplicável para uma trama tão trivial, é o que garante uma ou duas piadas". Quando foi lançado nos Estados Unidos, a Warner Bros. se recusou a realizar sessões fechadas do filme para a imprensa, devido a comentários negativos publicados sobre o filme na internet. "Foi uma decepção. Vamos passar adiante", foi o comentário de Dan Fellman, presidente da Warner Bros., distribuidora responsável.
Joe Leydon foi um dos poucos críticos a fazer uma crítica positiva, chamando-o de "um prodigioso filme de pipoca que pode ser a vítima mais indigna de excesso de crítica desde Town & Country".
Eddie Murphy, que não fez publicidade nenhuma do filme, zombou de si mesmo em uma entrevista com Barbara Walters, dizendo: "Conheço as duas ou três pessoas que gostaram deste filme".

### Bilheteria
The Adventures of Pluto Nash foi um fracasso de bilheteria; seu orçamento foi estimado em US$ 100 milhões, com os custos de marketing de US$ 20 milhões e conseguindo a bilheteria doméstica de apenas US$ 4,4 milhões e de US$ 2,7 milhões no exterior. Ele tinha um bruto total mundial de US$ 7,1 milhões, tornando o filme uma decepção de bilheteria. Em 2014, o Los Angeles Times listou o filme como um dos maiores fracassos de bilheteria mais caras de todos os tempos.